# Betelgeuse
Betelgeuse [ˈbeːtɛlˌjøːs] (α Ori, α Orionis, Alfa Orionis, tidigare även stavat Betelgeuze) är en superjätte i stjärnbilden Orion. Sett från jorden räknas den som den 10:e starkast lysande stjärnan, även om det varierar något då dess ljusstyrka är variabel.

## Allmänt

Betelgeuses position i Orion som det ser ut med blotta ögat.

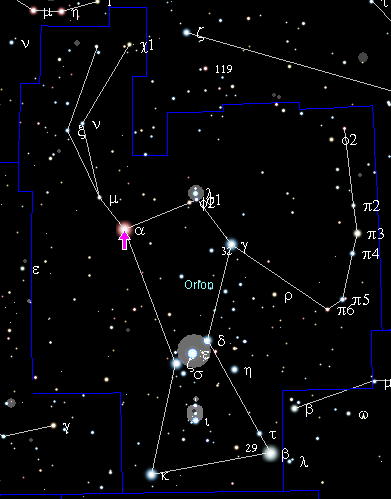
Betelgeuses position på stjärnhimlen (den röda pilen)

Stjärnans massa, 4,235 · 1031 kg, är ungefär 20 gånger solens och dess radie är någonstans i storleksordningen 650 000 000 kilometer vilket är nästan 1 000 gånger solens. Detta innebär att cirka 1 miljard (1 000 000 000) solar ryms innanför Betelgeuse. Det gör att den skulle räcka ungefär till Jupiters omloppsbana om den placerades i solsystemet. Dess enorma diameter gör att den blev den första stjärna (förutom solen) som man har kunnat avbilda som en skiva och även iakttaga solfläckar på. Stjärnans storlek har observerats variera och forskare har noterat att den nu befinner sig i ett stadium av sammandragning.
Namnet kommer från arabiska يد الجوزاء, Yad al-Jawzā, ungefär den centralas hand och är ett resultat av ett antal felöversättningar och translitterationer.
Dess rödaktiga färg gör att den, liksom Mars, ofta förknippats med krig och inom astrologin står den för militär och civil ära.
Betelgeuse ingår tillsammans med Procyon och Sirius i vintertriangeln.

## Observerad storlek
Betelgeuse är intressant för astronomer av flera olika skäl. På grund av storleken och den relativa närheten till jorden har Betelgeuse den tredje största vinkeldiametern betraktad från jorden. Endast solen och R Doradus är större. Dessutom är Betelgeuse en av bara ett dussintal stjärnor som teleskop kan fånga som en synbar skiva. Vinkeldiametern för Betelgeuse var den första att mätas med interferometri och dess diameter har iakttagits vara varierande. Mellan 1993 och 2009 har stjärnans diameter minskat med över 15 procent.
Avståndet till Betelgeuse är 667 ljusår, vilket i så fall innebär att stjärnans diameter är 950 till 1 000 gånger större än solens. Betelgeuse har ett färgindex (B-V) på 1,86 och tros ha en massa motsvarande cirka 20 gånger solens. Dess exakta diameter är svår att fastställa eftersom optisk strålning avtar med avståndet från centrum av Betelgeuse och färgen på denna strålning varierar också med avståndet. Även om Betelgeuse bara har tjugo gånger solens massa kan dess volym vara hundratals miljoner gånger större. Solen och Betelgeuse kan jämföras som en badboll i förhållande till ett idrottsstadion.
Betelgeuse är den första stjärnan på vilken solfläckar kunde iakttagas med teleskop, först från jordbaserade teleskop och sedan från Hubbleteleskopet och senare från jordbaserade COAST telescope. Betelgeuses fotosfär är utsträckt och visar starka linjer av emission snarare än absorption. Denna kromosfär har en temperatur som inte är högre än 5500 kelvin och kan kanske sträcka sig utåt sju gånger stjärnans diameter. Denna atmosfär av gas har iakttagits röra sig såväl mot som bort från Betelgeuse, tydligen beroende på fluktuationer i fotosfären.

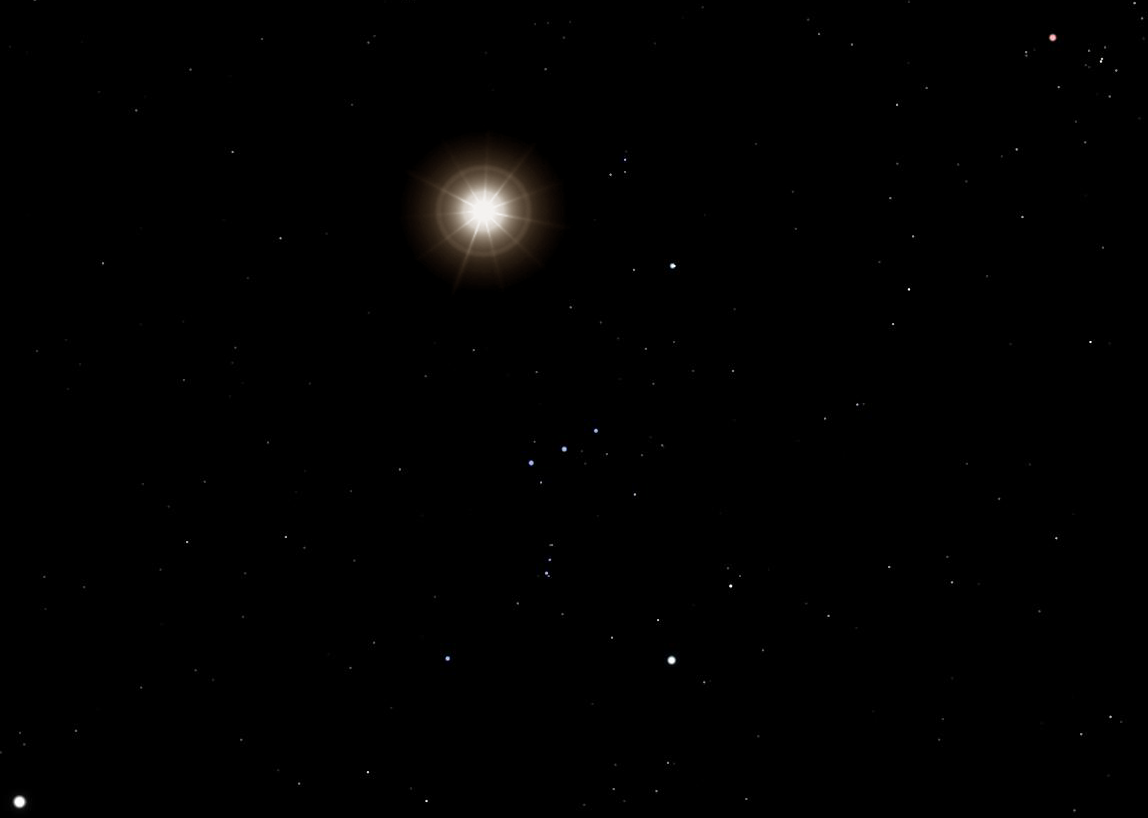
Datorprogrammet Celestias beräkning av hur Orion kan komma att se ut från jorden när Betelgeuse exploderat som supernova.

## Stjärnans framtida öde
Det är troligt att Betelgeuse kommer att bli en supernova,  och som sådan den ljusstarkaste människan observerat. Dess styrka beräknas överträffa fullmånens sken på natthimlen. Med tanke på dess storlek och ålder, 8–8,5 miljoner år vilket är en hög ålder för denna typ av stjärna, kan den komma att explodera inom de närmaste 100 000 åren. Då dess rotationsaxel inte pekar mot vårt solsystem och då dess avstånd är 667 ljusår  kommer dess supernovas gammastrålning inte att skada jordens ekosystem.
Nobelpristagaren Charles Townes har, i en rapport från 9 juni 2009, påvisat att stjärnan drar sig samman. Stjärnan har minskat 15 % sedan 1993 och minskningstakten ökar. Den genomsnittliga minskningshastigheten de senaste 15 åren är runt 215 m/s.
Enligt rapporten har stjärnans radie minskat med cirka en halv AU, till 5,5 AU. Detta avstånd (0,5 AU) motsvarar ungefär avståndet från solen till Venus. Betelgeuse massa är ungefär i sådan storlek att den kan sluta som en neutronstjärna.
Med början i oktober 2019 började Betelgeuse minska i ljusstyrka påtagligt. I slutet av 2019 hade ljusstyrkan minskat med en faktor av 2,5 ggr, från magnitud 0,5 till 1,5. Den blev då ljussvagare än någon gång under det senaste århundradet. Trots spekulationer om att minskningen i ljusstyrka kan tyda på ett förestående supernovautbrott, är många astronomer än så länge böjda att se det enbart som ett ovanligt minimum. I februari 2020 var den ännu något ljussvagare enligt rapport i The Astronomer's Telegram och hade den rekordlåga magnituden +1,614, vilket innebar att Betelgeuse då var "mindre ljusstark och kallare" än under de 25 år som stjärnan följts noggrant. Under februari månads gång stannade sedan ljusminskningen av och Betelgeuse återhämtade sig under mars månad 2020 till normal ljusstyrka.

## Betelgeuse i populärkulturen
- Den litterära figuren Ford Prefect i romanserien Liftarens guide till galaxen kommer från ett planetsystem runt denna stjärna.
- I boken En himla rymdfärd av Tarja Kunnas från 1989 finns växthus i närheten, där "jättefrukter" odlas. Det är en ordlek, då Betelgeuse är en jättestjärna.
- Namnet på filmen Beetlejuice från 1988 är en vanlig engelskspråkig förvanskning av stjärnans namn.